# Casperia
Casperia là một đô thị ở tỉnh Rieti trong vùng Latium, có khoảng cách khoảng 50 km về phía đông bắc của Roma và cách khoảng 20 km southvề phía tây của Rieti. Tại thời điểm ngày 31 tháng 12 năm 2004, đô thị này có dân số 1.164 người và diện tích là 25,4 km².
Đô thị Casperia có các frazioni (các đơn vị cấp dưới, chủ yếu là các làng) Santa Maria in Legarano, San Vito di Casperia, và Paranzano.
Casperia giáp các đô thị: Cantalupo in Sabina, Contigliano, Montasola, Rieti, Roccantica, Torri in Sabina.